# 方苏雅

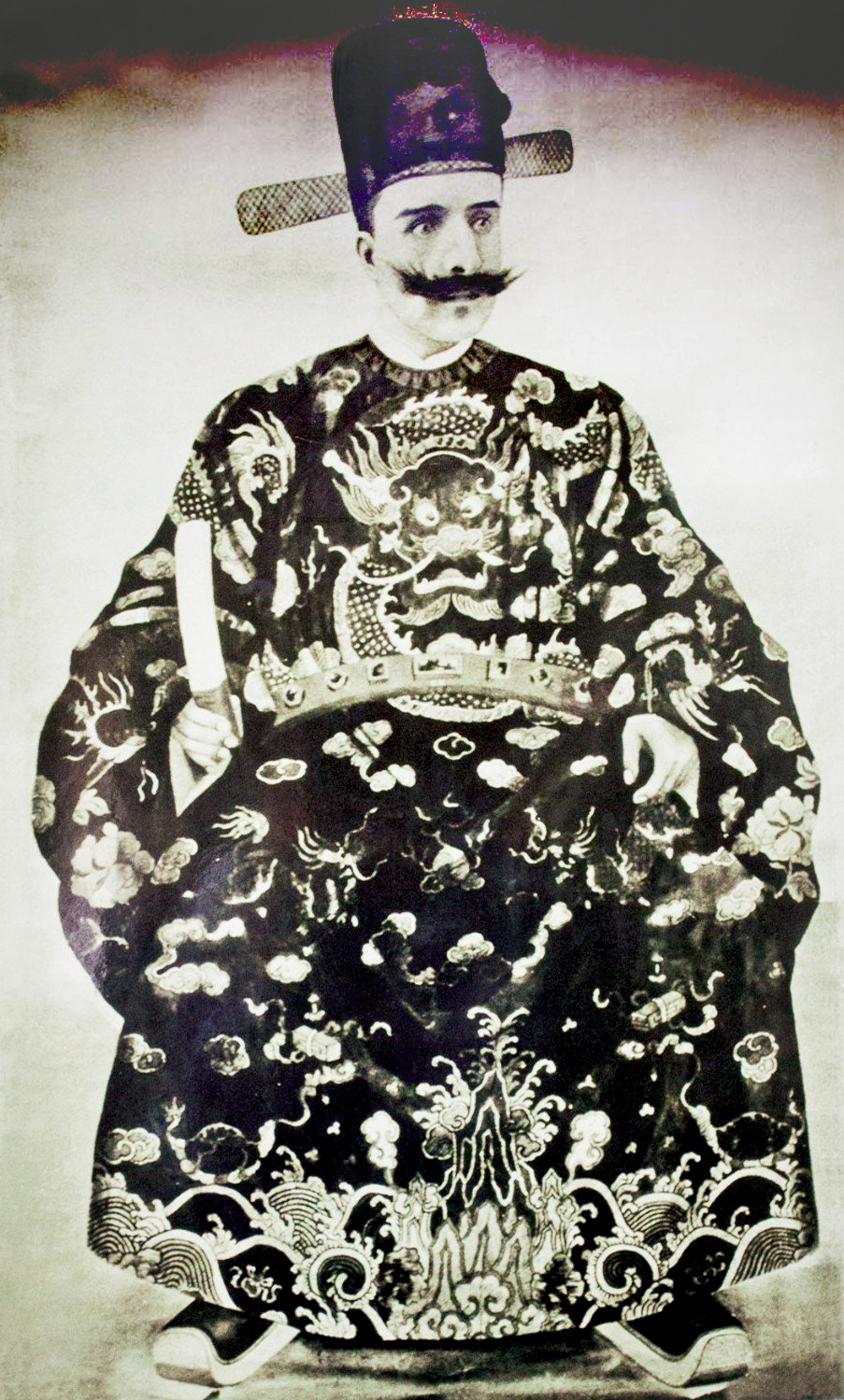
方苏雅着越南官服像。

方蘇雅（法語：Auguste François，法語發音：[oɡyst fʁɑ̃swa]；1857年8月20日—1935年7月4日），法国驻中国龙州、云南府（昆明）领事。法国摄影家。

## 生平
- 1857年8月20日，方苏雅出生于法国洛林地区。中学毕业后参军入伍。
- 1880年，被省长比胡收为义子，被引荐到法国外交部工作。
- 1895年12月23日，方苏雅任法国驻中国广西龙州领事，并与广西提督苏元春结为兄弟。
- 1899年12月15日，方苏雅任驻云南府（今昆明）名誉总领事兼法国驻云南铁路委员会代表。
- 1900年，义和团运动高潮期间，方苏雅声明自卫，携带四十余驮枪弹到昆明，被南关厘金局扣压，方苏雅以武力威胁要索回枪械，激起昆明发生包围领事馆、捣毁天主教堂事件，即昆明教案。云贵总督丁振铎保护方苏雅和32名法国人撤出昆明。
- 方苏雅是一位旅行和摄影爱好者，他在地形险峻的中国西南山区游历了许多地方，拍摄了上千张照片，系统地记录了当时的社会风貌。
- 1904年，方苏雅任满回法国，同年，全长850公里的滇越铁路动土兴建，西元1910年建成。
- 1935年，方苏雅在法国病逝。

## 影响
- 1989年，方苏雅拍摄的照片在欧洲巡回展出，并出版《领事的眼光》画册，引起轰动。